# Relaciones internacionales de México entre 1821 y 1855
El 28 de septiembre de 1821, una vez que se firmó el acta de independencia y México se hizo Estado soberano, se constituyó la Junta Provisional Gubernativa del Imperio Mexicano que, en espera de que Fernando VII aceptara la Corona o enviara a algún príncipe a gobernar, nombró una Regencia presidida por Agustín de Iturbide la cual, el 4 de octubre formó «cuatro Ministerios Ejecutivos: de Relaciones Exteriores e Interiores; de Justicia y Negocios Eclesiásticos; de Guerra y Marina, y de Hacienda...» José Manuel de Herrera, quien había estado en Nuevo Orleans, enviado por José María Morelos fue nombrado ministro de Relaciones. Fue el primero que ocupó esa cartera en la historia de México.

Los lineamientos generales para la política exterior de la Regencia fueron, de manera primordial, la obtención del reconocimiento a nuestra Independencia por parte de las potencias importantes. En seguida, el logro de su ayuda económica, debido al estado crítico en el que se encontraban nuestras finanzas. Se consideraba que las relaciones exteriores del Imperio estaban marcadas por la naturaleza, la dependencia, la necesidad y la política. Así, se buscaría realizar contactos inmediatos con Estados Unidos y Guatemala, y con Inglaterra y Rusia, por sus establecimientos cercanos al país. Con Cuba, Puerto Rico, las Islas Filipinas y las Marianas, porque se trataba de países que habían dependido económicamente de Nueva España. Por necesidad espiritual, con la Santa Sede. Por razones políticas con España, Francia y los estados hispanoamericanos
González Cosío, B.

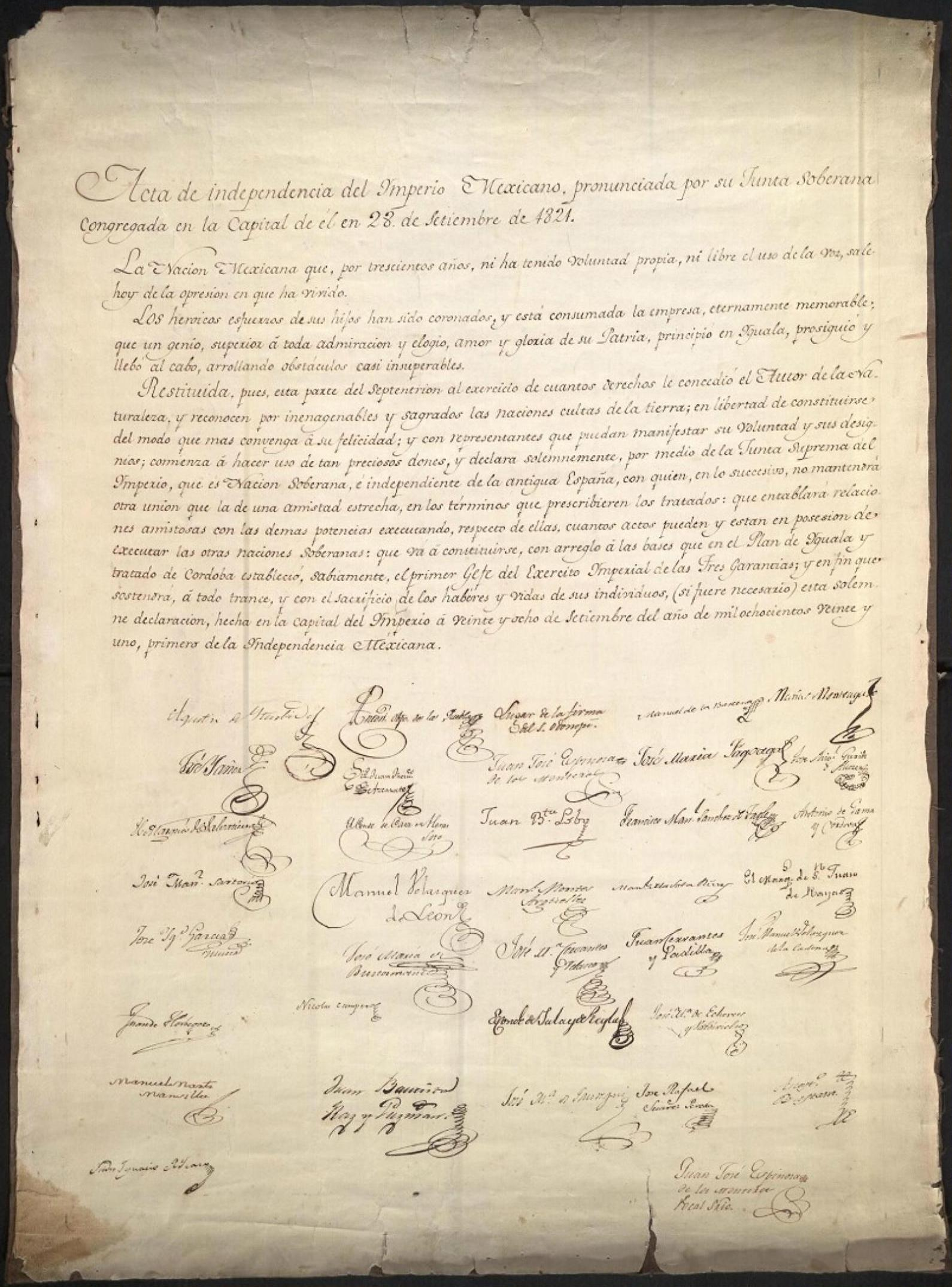
Acta Independencia México 1821

Esa visión del mundo se conservó tras la caída del Imperio, aunque la falta de recursos y en ocasiones la problemática de los otros países, impidió que se establecieran. Lo convulsionado que resultó el siglo XIX dio pie a que las relaciones que México forjó en sus primeros años de vida, fueran reflejo de la inestabilidad y cambios que vivió el orbe entero, no solo el país en 1826.

## América Latina
Entre 1808 y 1825 se llevaron a cabo los movimientos de independencia que dieron lugar a países de la hoy Hispanoamérica. A partir de 1821 México tuvo toda la intención de establecer relaciones con los países latinoamericanos, y la inestabilidad y problemas de unos y otros impidió que las relaciones fluyeran.
México recibió la primera felicitación por la consumación de su independencia a los 19 días, el 10 de octubre de 1821. Fue la que Simón Bolívar le envió por conducto de su ministro de Relaciones Pedro Gual. Junto con ella, llegó la propuesta inicial de realizar la unión hispanoamericana. Por su parte, México nombró a Manuel de la Peña y Peña ministro plenipotenciario en la Gran Colombia. 
El 29 de octubre de 1821, una de las primeras cosas que hizo Agustín de Iturbide como presidente de la regencia del Imperio Mexicano fue escribir una carta al capitán general de Centroamérica, Gabino Gaínza, en la que le propuso que se unieran al Imperio, de acuerdo con el Plan de Iguala y los Tratados de Córdoba. El 2 de enero de 1822 los conservadores de la Provincia de Ciudad Real de Chiapas, Guatemala, Honduras, El Salvador, Nicaragua y Costa Rica decidieron anexarse a México. Los liberales estuvieron en contra y en algunas regiones manifestaron su oposición con una guerra civil.

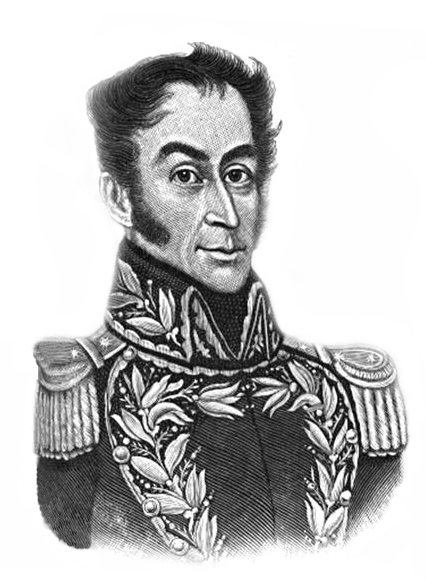
Simón Bolívar fue el primer líder latinoamericano en enviar sus felicitaciones al emperador Iturbide

En mayo de 1822 José de San Martín envió desde Perú sus felicitaciones al emperador Iturbide y otro tanto hizo Chile. México nombró al coronel José de Morales ministro plenipotenciario en Perú. Dada la penuria financiera del Imperio, ni Peña y Peña, ni Morales pudieron viajar a sus embajadas.
El 19 de marzo de 1823 abdicó Iturbide. Centroamérica (incluida la provincia de Chiapas) se separaron de México el 29 de junio siguiente y el 1 de julio se erigieron como las Provincias Unidas de Centro América. 
Mientras tanto, en México, se estableció un gobierno provisional cuyo canciller, Lucas Alamán, firmó, junto con el ministro plenipotenciario de la Gran Colombia, Miguel de Santa María el Tratado de Unión, Liga y Confederación Perpetua entre México y Colombia. Posteriormente, Santa María, de origen mexicano, se quedó en su país natal y como ministro plenipotenciario de México y enviado extraordinario en España, firmó el tratado mediante el cual se reconoció la independencia mexicana y se establecieron las relaciones entre ambas naciones.
Décadas después Manuel Payno escribió: Todos estos países fueron sometidos y gobernados de una misma manera durante tres siglos; todos hicieron su independencia a cambio de costosos sacrificios; todos, en fin, han querido, si se me permite la expresión, dar un salto al tiempo y al espacio, y ponerse al nivel de naciones que han trabajado durante mil años para llegar al grado de cultura y civilización en que hoy las vemos.
Desde Californias hasta la tierra del fuego, se encuentran la misma lucha de las ideas viejas con las nuevas; las mismas exageraciones en los dos principios opuestos; la misma división entre los hermanos y los miembros de una misma familia; las mismas y sangrientas guerras civiles, y como fruto forzoso de tales semillas, la misma desorganización administrativa, y de consiguiente la falta de cumplimiento en los pactos que inconsideradamente han celebrado con extranjeros...
Las dificultades de establecer relaciones sólidas y funcionales con América Latina se tradujeron en lejanía. Cayó en el olvido que Centroamérica –hasta Costa Rica- el Caribe y Filipinas, en Asia, habían sido parte del Gran Virreinato de la Nueva España. La mayoría de naciones de la zona enfrentó su propia etapa de inestabilidad o, como en el caso de las islas, Cuba y Puerto Rico, siguieron siendo colonias. 
Mientras España no reconocía la independencia de ningún país de Hispanoamérica, México y Colombia tomaron la decisión de hostilizar el comercio marítimo español en el mar Caribe, así como promover la independencia de Cuba y las demás islas de las Antillas. La posibilidad de que México o cualquier otro país hispanoamericano ayudara a la independencia cubana fue un elemento de tensión en las relaciones con España hasta que comenzó a otorgar los reconocimientos de independencias americanos. El primer tratado fue con México y en su clausulado los mexicanos explicitamente renunciaban a promover la independencia de Cuba, Puerto Rico y cualquier otra posesión española. La Guerra hispano-estadounidense terminaría con la soberanía española sobre Cuba, Puerto Rico, Filipinas y Guam que pasarían a control de Estados Unidos en 1898.

## Estados Unidos

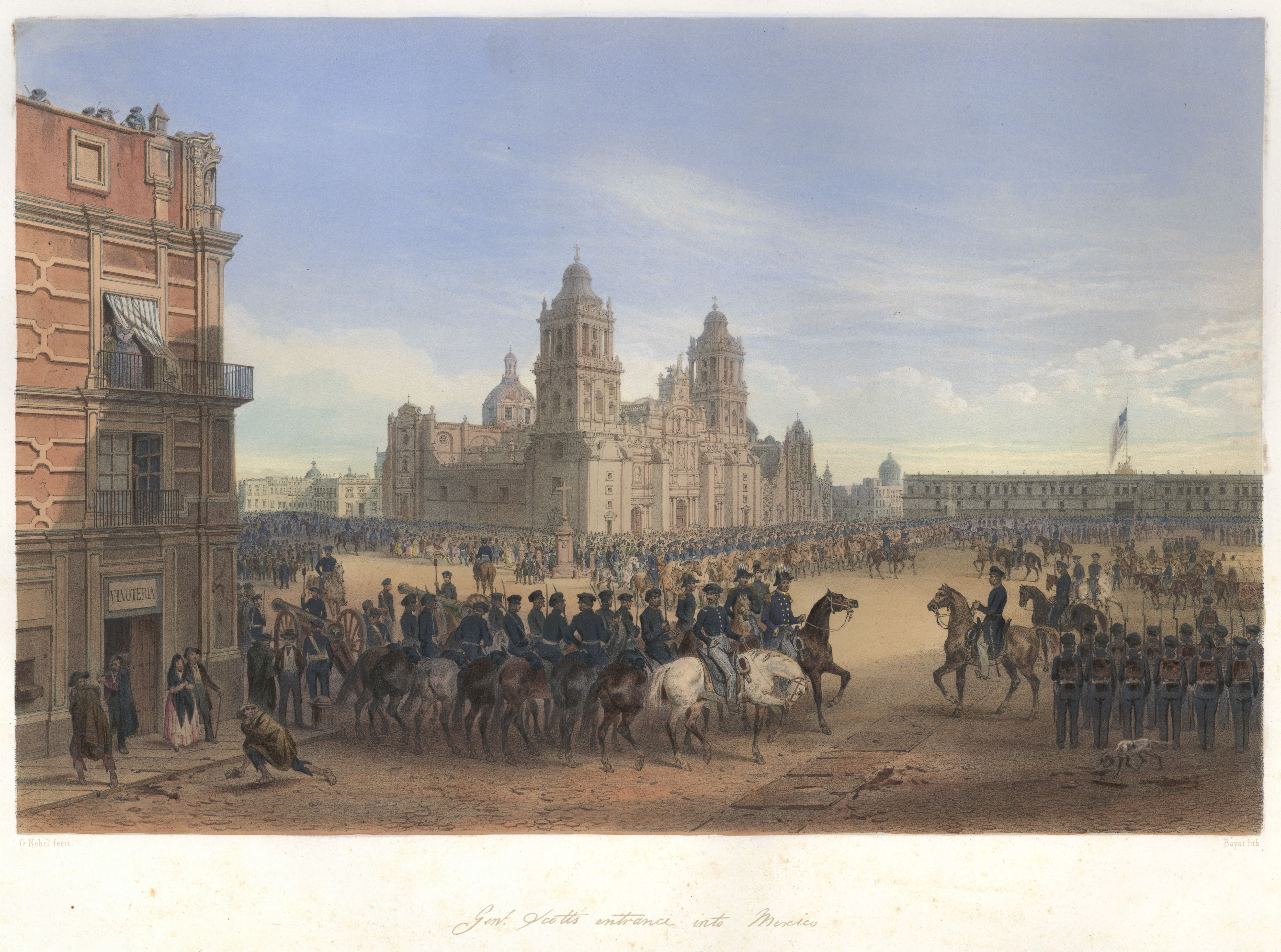
Tropas estadounidenses en el centro histórico de la Ciudad de México, 1847.

La relación con EE. UU. se vio como prioritaria y difícil. Inició con la llegada a México de un visitante no oficial, el agente confidencial, Joel R. Poinsett. Arribó el 23 de marzo de 1822. Habló con Iturbide sobre los límites entre ambas naciones. El estadounidense «... culto, trotamundos infatigable, conoce al dedillo nuestros asuntos políticos, sociales y económicos, además de que recorre el territorio por todos sus rincones...».
A Iturbide le causó buena impresión. En cambio, Poinsett se dio cuenta de que su gobierno era efímero y recomendó posponer el reconocimiento oficial. En diciembre de 1822, el presidente James Monroe recibió al ministro plenipotenciario mexicano, José Manuel Zozaya. El reconocimiento a México y otros cuatro países latinoamericanos se otorgó en diciembre de 1822. El imperio cayó el 19 de marzo siguiente. En 1825 Poinsett fue nombrado ministro plenipotenciario de EE. UU. en México, donde su intervención en asuntos internos causó problemas hasta que en enero de 1830 el gobierno de Andrew Jackson lo retiró y nombró encargado de negocios a Anthony Butler.
Butler resultó inadecuado para las relaciones de su país con México. Presentó de manera inadecuada y constante reclamaciones de daños sufridos por ciudadanos estadounidenses en territorio nacional. Estuvo en funciones hasta 1836, cuando fue sustituido por Powhatan Ellis. Solo estuvo unos meses en México y se retiró con el argumento del impago de las reclamaciones que México adeudaba.

«En realidad la ruptura de las relaciones tenía una estrecha relación con el apoyo encubierto, por parte de ciudadanos norteamericanos, a los texanos rebeldes contra el gobierno de México... La situación se agravó más cuando el 3 de marzo de 1837, último día de la presidencia de Jackson, el gobierno de la Unión reconoció a Texas como Estado independiente...
México por su parte, tuvo distintos representantes ante el gobierno de Washington. José Manuel Zozaya (1822-1823), Pablo Obregón (1824-1828), José María Tornel (1830-1831), José María Montoya (1831-1833) Agustín de Iturbide Huarte(1833) y Joaquín María de Castillo y Lanzas (1833-1836) [...]»

En 1836 el literato Manuel Eduardo de Gorostiza fue enviado extraordinario y ministro plenipotenciario de México en Washington. Tras su disputa con el secretario de Estado John Forsyth porque las tropas estadounidenses cruzaron sin permiso el río Sabina, de Gorostiza renunció. De Castillo y Lanzas permaneció como encargado del despacho hasta octubre de 1837, cuando Francisco Pizarro Martínez presentó sus cartas credenciales. Permaneció en Washington hasta su muerte, en febrero de 1840, año en que México no envió representantes al extranjero por sus penurias económicas. En octubre de 1842 llegó Juan Nepomuceno Almonte.

El 1 de marzo de 1845, el Congreso estadounidense aceptó la anexión de Texas. El representante mexicano en Washington, , se retiró en señal de protesta; mientras que la presencia de Wilson Shannon en la Ciudad de México duró hasta mayo, en que fueron suspendidas nuevamente las relaciones entre ambos países.
 
Los ánimos expansionistas por parte de la Unión Americana significaron numerosos conflictos entre los que destacó la cuestión de Texas. Los españoles querían poblarla, pero ni había relaciones con México, ni confianza. Se veía como una trampa para que México permitiera la entrada a los españoles que en realidad querían la reconquista. Ante la amenaza –supuesta o real- de dicha reconquista, el gobierno mexicano pidió al estadounidense ayuda para poblar la zona. Los sureños vieron con agrado la posibilidad, aunque eso significara volverse católico, mostrar solvencia moral y traducir su nombre al español. En 1825 había ya más de veinte mil estadounidenses. En 1835 comenzó la Independencia de Texas. La guerra correspondiente se extendió del 2 de octubre de 1835 al 21 de abril de 1836.
De 1836 a 1844 Texas, un país independiente, buscó su anexión a EE. UU. Fue durante la presidencia del sureño James K. Polk cuando se convirtió en un nuevo estado de la Unión Americana, a finales de 1845. La anexión de Texas a Estados Unidos fue producto del Destino Manifiesto, doctrina por la que EE. UU. se proclamó como una nación destinada por "derecho divino" a expandirse de la costa del Atlántico a la del Pacífico y por la lucha expansionista entre el Norte industrial y el Sur esclavista, iniciada en 1776.

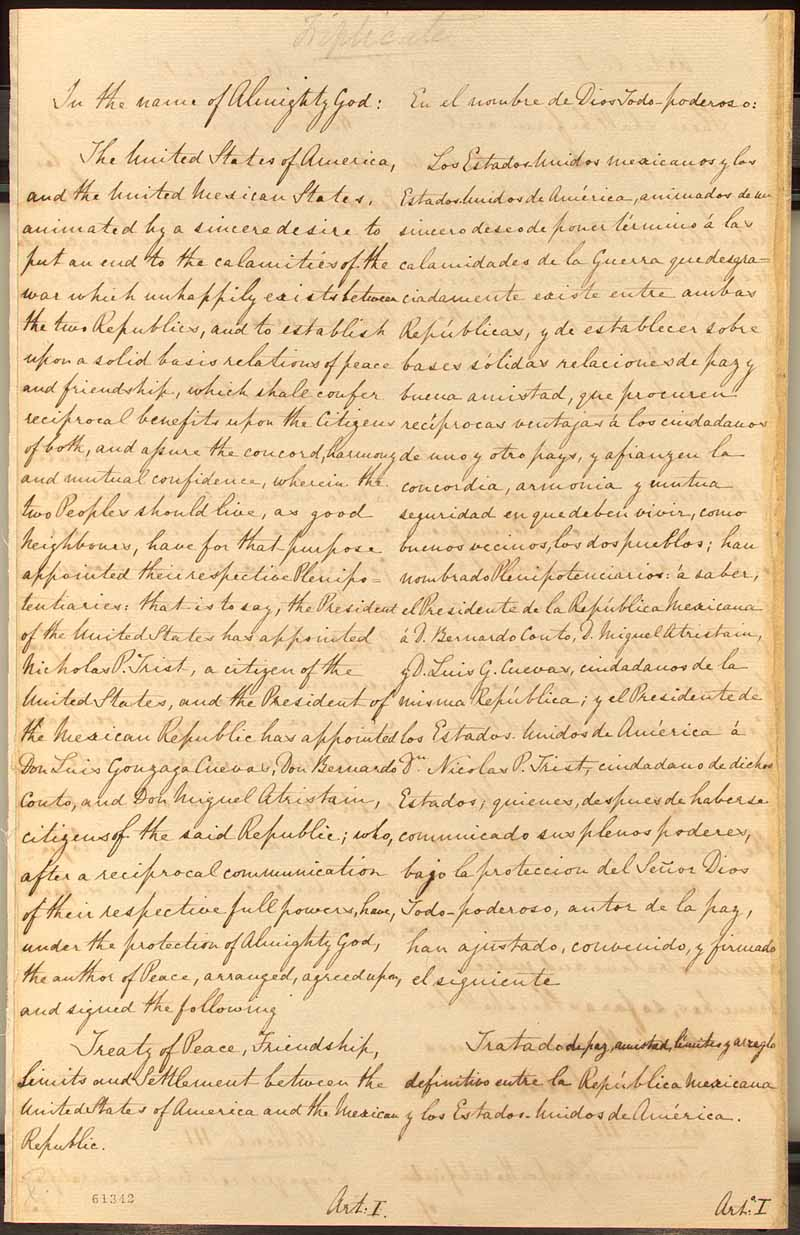
Tratado de Guadalupe Hidalgo

La anexión de Texas ocasionó indignación en México. No obstante, la guerra estalló hasta que EE. UU. mandó tropas al territorio comprendido entre los ríos Nueces y Bravo, que México consideraba suyo, mientras que EE. UU. definía al Bravo como límite entre ambos países. Cuando tropas mexicanas atacaron a las estadounidenses en dicho territorio, EE. UU. declaró la guerra a México argumentando legítima defensa.  La guerra ocasionó una invasión estadounidense a México, que duró de 1846 a 1848, y que finalizó con la firma del Tratado de Guadalupe Hidalgo en el que se estipularon las nuevas fronteras, que significaron que (2 100 000 km²), más de la mitad del territorio de México, cambiaron de país, y el pago de 15 millones de dólares al gobierno mexicano por el estadounidense, como indemnización.
En 1853 los límites entre ambos países volvieron a cambiar: los presidentes Franklin Pierce, de EE. UU., y Antonio López de Santa Anna, de México, negociaron la venta de «La Mesilla, un espacio de 77 mil km² al sur de los actuales estados de Arizona y Nuevo México [...]». El mediador por EE. UU. fue James Gadsden, razón por la que la Venta de la Mesilla se llamó Tratado de la Mesilla o de Gadsden.
Esos hechos, por un lado, y por el otro la diferencia de desarrollo económico y lo atractivo que el sueño americano resultó para los mexicanos, hicieron, entre otros factores, que las relaciones entre México y EE. UU. fueran complicadas y ambivalentes.

## Reino Unido
La relación con el Reino Unido fue primordialmente comercial. Fue la primera en reconocer la independencia de México. Manuel Payno describió: ...Los puertos del Golfo y del mar del Sur, fueron visitados por multitud de buques ingleses, y las especulaciones mineras se emprendieron en una grande escala por compañías inglesas, abundantemente provistas de crédito y de dinero.” 
En ese entonces el Reino Unido estaba en el periodo denominado espléndido aislacionismo caracterizado por la neutralidad ante los asuntos americanos y europeos, centrándose únicamente en las cuestiones comerciales y en los asuntos de la Compañía Británica de las Indias Orientales, antigua sociedad de inversión que controlaba el territorio de los actuales India, Hong Kong, Myanmar, Singapur, Filipinas y el mercado de té en China.
El Reino Unido trató de que Texas siguiera siendo independiente de EE. UU. No quería que ese país se expandiera más allá de la Luisiana, que ya poseía. Expresó sus simpatías a los mexicanos durante la intervención estadounidense en México, pero no los apoyó con fondos y/o tropas debido a que hubiera puesto en entredicho sus relaciones comerciales con los EE. UU.
Financieramente hablando el Reino Unido participó en México en dos áreas: con créditos al gobierno, a tasas de interés cercanas al 10%, entonces consideradas altísimas, y con inversión privada en la minería, sobre todo en el área de Real del Monte, en el actual estado de Hidalgo.

## Francia
La historia de las relaciones diplomáticas franco-mexicanas es complicada y ambivalente. Iturbide quiso hacerse representar por Lucas Alamán en Francia, en vista de que en el momento este se encontraba ahí; le mandó su nombramiento de enviado extraordinario y ministro plenipotenciario fechado el 19 de agosto de 1822. Se le pedía tratar de promover la comunicación de que los franceses tuvieran interés en México y lograr el reconocimiento a la Independencia y el Imperio mexicano, dando a conocer los límites de los  países.
Al parecer el nombramiento se cruzó con su regreso al país y no llegó a desempeñar esa primera misión diplomática.
Aunque no quería contrariar a España, Francia entabló relaciones con México, primero a nivel informal. En 1824, con la formación de la república federal, se iniciaron las relaciones para promover el comercio y navegación franceses en un México que había expulsado a los españoles, hasta entonces sus principales comerciantes. En poco tiempo, los recién llegados se ganaron un lugar importante en el comercio al mayoreo y al menudeo. También mostraron ser hábiles artesanos, sobre todo en ramas relacionadas con la presentación personal, como en peluquería y moda; con la alimentación, como cocineros y reposteros; y con la comodidad del hogar, al ser excelentes carpinteros. Asimismo, trajeron costumbres como ir a las librerías a comprar libros y discutirlos; ir a tomar café para charlar y agregar leche a dicha bebida, para desayunar el famoso “café au lait”, como entonces se le decía al café con leche y azúcar.

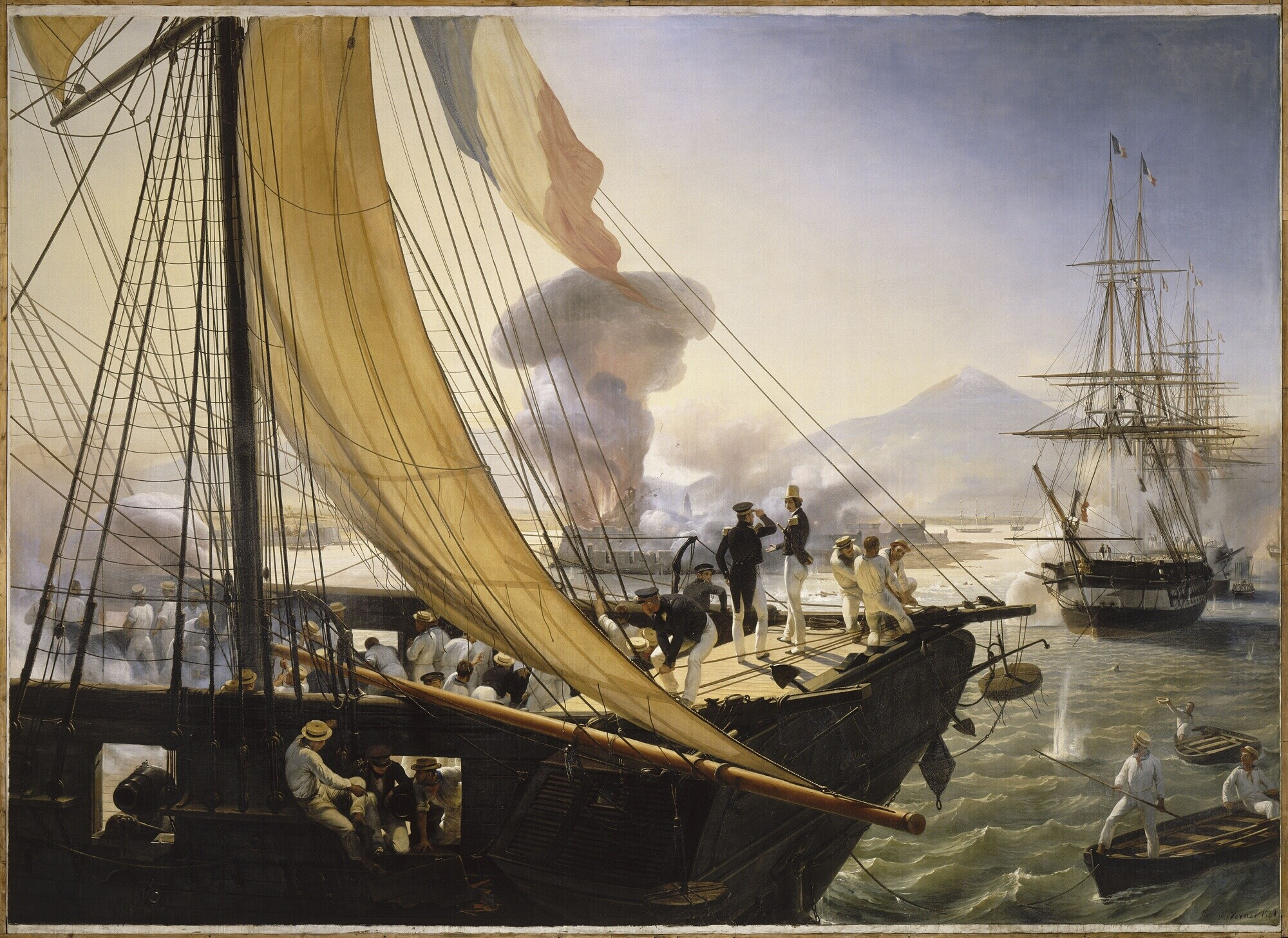
Bombardeo Francés a San Juan de Ulúa

En 1827, se celebró un convenio, “Declaraciones Provisionales” y las relaciones se establecieron formalmente a partir de 1830. La Guerra de los Pasteles se llevó a cabo de noviembre de 1838 a marzo de 1839. El principal hecho de armas fue el bloqueo del puerto de Veracruz, mismo que acabó cuando México pagó y los franceses se retiraron por presiones del Reino Unido. Recibió su nombre por las reclamaciones de daños del Sr. Remontel cuyo primer comercio en Minatitlán fue asaltado, y luego le sucedió lo mismo en su pastelería de Tacubaya. Además, se reclamaban las pérdidas de los comerciantes franceses del centro de la Ciudad de México, sobre todo los establecidos en El Parián, mercado donde se vendían perfumes, sedas y otras mercancías de lujo y que fueron asaltados como parte del Motín de la Acordada en 1828. También contribuyeron al enfrentamiento las medidas del gobierno mexicano para prohibir el comercio minorista extranjero.
 
Posteriormente, en 1840, dos años después de terminar el conflicto, el rey Luis Felipe I de Francia mandó como ministro al barón Alleye de Cyprey, «quien durante sus seis años de gestión mantuvo una cansada relación de disputas y reyertas con las autoridades mexicanas, lo que derivó en el rompimiento de las relaciones México-Francia en 1845».
Además en el siglo XIX se dieron incidentes locales, como el de 1854, cuando el conde Gaston de Raousset-Boulbon intentó separar a Sonora de la república mexicana para hacerla un país independiente. El episodio acabó cuando el protagonista murió fusilado.

## Santa Sede

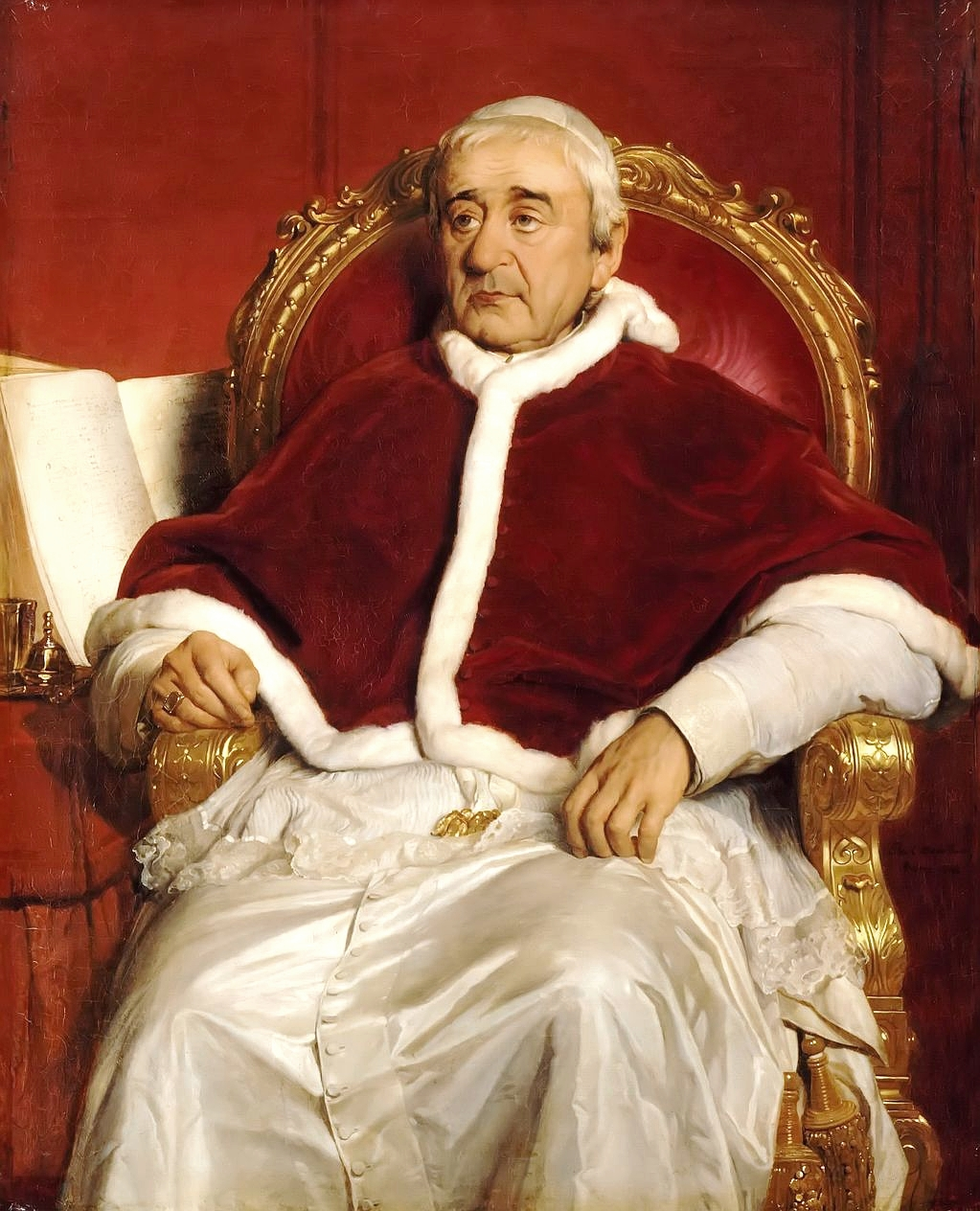
La llegada del Papa Gregorio XVI al trono de San Pedro fue fundamental para el inicio formal de las relaciones México-Santa Sede

Desde su creación, México se autonombró como un país católico, por lo que las relaciones con la Santa Sede eran de suma importancia para los mexicanos, sobre todo la cuestión del nombramiento de los obispos. No obstante, debido a la influencia ejercida por la casa reinante española sobre la Santa Sede, no existieron dichas relaciones hasta 1831, cuando Gregorio XVI nombró seis obispos mexicanos y reconoció la independencia de México, lo que le valió la enemistad de España y el rompimiento de sus relaciones con dicho país.

## España
Como ministro de Relaciones Interiores y Experiores del gobierno provisional que se estableció a la caída del Imperio de Iturbide, Lucas Alamán trabajó incansablemente para obtener el reconocimiento de México y su independencia. Frente a la fracasada intervención española en Tampico, que echó por tierra todos sus intentos de un reconocimiento de la antigua metrópoli, declaró Alamán: «... nunca había existido un país que desconociera, como éste, sus propios intereses y su época, y que obrara tan contumazmente en contra de sí mismo. No podía concebir que el gobierno español no reconociera como un hecho irreversible la independencia de sus antiguas colonias, y que no entendiera la conveniencia, para sus propios intereses, de dicho reconocimiento, así como la de entablar buenas relaciones con ellas»
Ante la falta de reconocimiento de la antigua metrópoli a la independencia de México, el 20 de diciembre de 1827 se promulgó la Ley de Expulsión en contra de los españoles, en especial del clero. En 1829 Fernando VII envió su fallida expedición de reconquista, encabezada por Isidro Barrada.
La negativa real continuó, hecho que complicó las relaciones entre los países hispanoamericanos, pues no querían contraer algún compromiso entre ellas que significara algún obstáculo para que la madre patria reconociera su propia independencia.
El fallecimiento de Fernando VII en 1833 significó un paréntesis en los planes de reconquista por parte de la Corona. México fue el primer país hispanoamericano al cual España reconoció su independencia el 28 de diciembre de 1836 mediante la firma del Tratado definitivo de paz y amistad entre México y España. Sin embargo, las diferencias y dificultades entre ambos países “derivaron de la tardía resignación por parte de los dirigentes españoles a la pérdida definitiva de su colonia más rica: la Nueva España.
El tratado de paz entre México y España fue firmado por José María Calatrava, presidente del Consejo de Ministros, y el plenipotenciario mexicano Miguel de Santa María, el 28 de diciembre de 1836. Tras su fallecimiento, al año siguiente, quedaría al frente de la misión diplomática José Ignacio Valdivielso. En 1846, Eduardo de Gorostiza se desempeñaría como escargado de negocios hasta 1853.
El primer representante español en México fue Ángel Calderón de la Barca, quien ocupó el cargo de enviado extraordinario y ministro plenipotenciario de diciembre de 1839 a julio de 1841. La esposa del ministro, Frances Erskine Inglis, dama escocesa residente en Estados Unidos, pasaría a la historia como Madame Calderón de la Barca gracias a su célebre libro La vida en México. Don Ángel, fue sustituido por Pedro Pascual de Oliver, quien representó a España desde julio de 1841 hasta marzo de 1845, ambos jefes de misión tenían gran oficio diplomático y así lo testimonia su desempeño. Gracias a ellos, en general fueron bastante cordiales las relaciones entre ambos países durante los primeros años.
La presencia en México de Salvador Bermúdez de Castro, ministro español en México de 1845 a 1847, significó el fin del paréntesis de no intervención en la excolonia. Además de haber sido enviado con el fin de instaurar la monarquía, el culto diplomático jugó un papel intervencionista durante su estancia en el país ya que apoyó el golpe de Estado que el general Mariano Paredes y Arrillaga dio al gobierno de José Joaquín de Herrera en San Luis Potosí en diciembre de 1845. Asimismo, Bermúdez de Castro fue testigo de la guerra contra Estados Unidos donde criticó fuertemente la actuación de las autoridades mexicanas.

## Cancilleres de México Independiente
México independiente es el nombre que han dado los historiadores a la etapa comprendida entre 1821 a 1855. Algunos de los cancilleres aquí mencionados lo fueron otra vez en fecha posterior, pero por ser otra etapa no está incluida. Los datos de la tabla son de la SRE
- 1821-1823, 1829 José Manuel de Herrera
- 1823 José Cecilio del Valle
- 1823-1824, 1824, 1825, 1830-1832 Lucas Alamán
- 1825-1828, 1841 Sebastián Camacho
- 1828-1829, 1839-1840 Juan de Dios Cañedo
- 1829, 1837, 1841-1844 José María Bocanegra
- 1829 Agustín Viesca y Montes
- 1832 Francisco Fagoaga Villaurrutia
- 1832-1833 Bernardo González Pérez de Angulo
- 1833 Carlos García y Bocanegra
- 1833-1834, 1834-1835 Francisco María Lombardo
- 1835 José María Gutiérrez de Estrada
- 1835, 1853 Manuel Díez de Bonilla
- 1837, 1838, 1844-1845, 1848, 1849 Luis G. Cuevas
- 1838-1839, 1839 Manuel Eduardo de Gorostiza
- 1838, 1841 Manuel Gómez Pedraza
- 1844, 1846 Manuel Crescencio Rejón
- 1846 José Joaquín Pesado
- 1846, 1858 Joaquín María Castillo y Lanzas
- 1846 José María Lafragua Ibarra
- 1846-1847, 1851-1852 José Fernando Ramírez
- 1847 Manuel Baranda
- 1847 Domingo Ibarra Ramos
- 1847 José Ramón Pacheco
- 1847-1848 Manuel de la Peña y Peña
- 1847, 1848, 1855 Luis de la Rosa Oteiza
- 1848 Mariano Otero
- 1849-1852 José María de Lacunza Blengio
- 1851, 1852 Mariano Yáñez
- 1851 Mariano Macedo
- 1853, 1856, 1857 Juan Antonio de la Fuente
- 1855 Melchor Ocampo
- 1855 Miguel María Arrioja